# Ivan Ivanov (lottatore 1937)
Ivan Ivanov (24 aprile 1937 – 27 agosto 2010) è stato un lottatore bulgaro.
Ha partecipato ai Giochi di Tokyo 1964, gareggiando nella categoria dei Pesi leggeri.